# Tetuan
Tetuan (arab. ‏تطوان‎, fr. Tétouan, hiszp. Tetuán) – miasto w północno-zachodnim Maroku, ośrodek administracyjny prowincji Tetuan, niedaleko wybrzeża Morza Śródziemnego, u podnóża Dżabal Darsa. Około 355 tys. mieszkańców.

## Historia
Współczesne miasto Tetuan powstało w miejscu dwóch wcześniejszych. Początkowo osiedlili się tu berberyjscy Maurowie, którzy w III wieku p.n.e. wznieśli w tym miejscu osadę Tamuda. Miasto to zostało zniszczone przez Rzymian w I wieku n.e.
Ponownie osiedlono się tu dopiero za czasów Marynidów na początku XIV wieku, jednak istniejące na miejscu obecnej medyny miasto już w 1399 roku zniszczyli Kastylijczycy. 
Obecny Tetuan powstał w 1484 roku za sprawą muzułmanów i żydów uciekających z Hiszpanii przed chrześcijańską rekonkwistą. W XVII wieku Mulaj Ismail wzniósł mury obronne.
W latach 1859–1862 Tetuan znajdował się pod krótkotrwałą hiszpańską okupacją. W 1904 roku ponownie dostał się pod władzę Hiszpanów jako stolica Maroka Hiszpańskiego. Kolonizacja nie przyniosła jednak większych zmian w mieście – Hiszpanie ograniczyli się do nadzoru wojskowego i nie ingerowali w sprawy miejscowej społeczności. Nie tylko nie naruszano tutejszej architektury, ale też – w przeciwieństwie do francuskich terenów Maroka – nie starano się podnieść poziomu wykształcenia ludności. Stało się to przyczyną późniejszych napięć między północą Maroka i resztą kraju po odzyskaniu niepodległości i zjednoczeniu kraju w 1954 roku. 
Obecnie Tetuan przyciąga wielu turystów ze względu na zabytkową medynę, wpisaną na listę światowego dziedzictwa kultury UNESCO.
W mieście rozwinął się przemysł spożywczy, papierniczy, elektrotechniczny, materiałów budowlanych oraz włókienniczy.

## Miasta partnerskie
- Barbate, Hiszpania
- Bruksela, Belgia
- Santa Fe, Argentyna
- Terrassa, Hiszpania